# Ратън
Ратън (на английски: Raton) е град в щата Ню Мексико, Съединени американски щати, административен център на окръг Колфакс. Населението му е около 6 890 души (2010).
Разположен е на 2 036 метра надморска височина в Скалистите планини, на 150 километра южно от Пуебло и на 190 километра североизточно от Санта Фе. Селището е основано през 1880 година на мястото на по-стара спирка в подножието на планински проход.

## Известни личности
Родени в Ратън
- Пол Модрич (р. 1946), биохимик